# Bothriochloa radicans
Bothriochloa radicans là một loài thực vật có hoa trong họ Hòa thảo. Loài này được (Lehm.) A.Camus mô tả khoa học đầu tiên năm 1931.